# Laephotis capensis
Laephotis capensis és una espècie de ratpenat de la família dels vespertiliònids. Viu a Angola, Benín, Botswana, Burundi, el Camerun, la República Centreafricana, el Congo, la República Democràtica del Congo, Costa d'Ivori, Guinea Equatorial, Eritrea, Etiòpia, el Gabon, Ghana, Guinea, Guinea-Bissau, Kenya, Lesotho, Libèria, Malawi, Moçambic, Namíbia, Nigèria, Sierra Leone, Somàlia, Sud-àfrica, el Sudan, el Sudan del Sud, Eswatini, Tanzània, Togo, Uganda, Zàmbia i Zimbàbue. Els seus hàbitats naturals són els boscos tropicals humits de plana, els boscos tropicals secs i les sabanes seques o humides. També se'l troba en zones més àrides, herbassars, bushveld i boscos d'acàcies. És una espècie en risc mínim, és a dir, no sembla que hi hagi cap amenaça significativa per a la seva supervivència.